# 유누스 무사
유누스 디모아라 무사(영어: Yunus Dimoara Musah, 2002년 11월 29일 ~ )는 미국의 축구 선수로 현재 이탈리아 세리에 A의 밀란과 미국 축구 국가대표팀에서 미드필더로 활약하고 있다.